# Mont-Saint-Martin (Aisne)
Mont-Saint-Martin ist eine französische Gemeinde mit 70 Einwohnern (Stand: 1. Januar 2022) im Département Aisne in der Region Hauts-de-France (frühere Region: Picardie). Sie gehört zum Arrondissement Soissons und zum Kanton Fère-en-Tardenois.

## Geographie
Die Gemeinde Mont-Saint-Martin liegt im Tardenois an der Grenze zum Département Marne. Sie wird im Süden durch den Bach Ruisseau du Fond de Vau und im Osten durch den Fluss Orillon begrenzt. Die Entfernung nach Fère-en-Tardenois beträgt rund zehn, nach Fismes vier Kilometer. Nachbargemeinden von Mont-Saint-Martin sind Bazoches-et-Saint-Thibaut und Ville-Savoye im Norden, Fismes und Saint-Gilles im Osten, Mont-sur-Courville im Südosten, Dravegny im Süden sowie Chéry-Chartreuve im Westen.

## Bevölkerungsentwicklung
| Jahr                       | 1962 | 1968 | 1975 | 1982 | 1990 | 1999 | 2006 | 2014 | 2022 |
| Einwohner                  | 84   | 71   | 56   | 56   | 37   | 40   | 51   | 79   | 70   |
| Quellen: Cassini und INSEE |      |      |      |      |      |      |      |      |      |

## Sehenswürdigkeiten
- Schloss aus dem 17. Jahrhundert, 1927 teilweise als Monument historique eingetragen (Base Mérimée PA00115819)
- Pfarrkirche Saint-Martin aus dem 16. Jahrhundert (Ausstattung Base Palissy IA02002155)
- Schloss

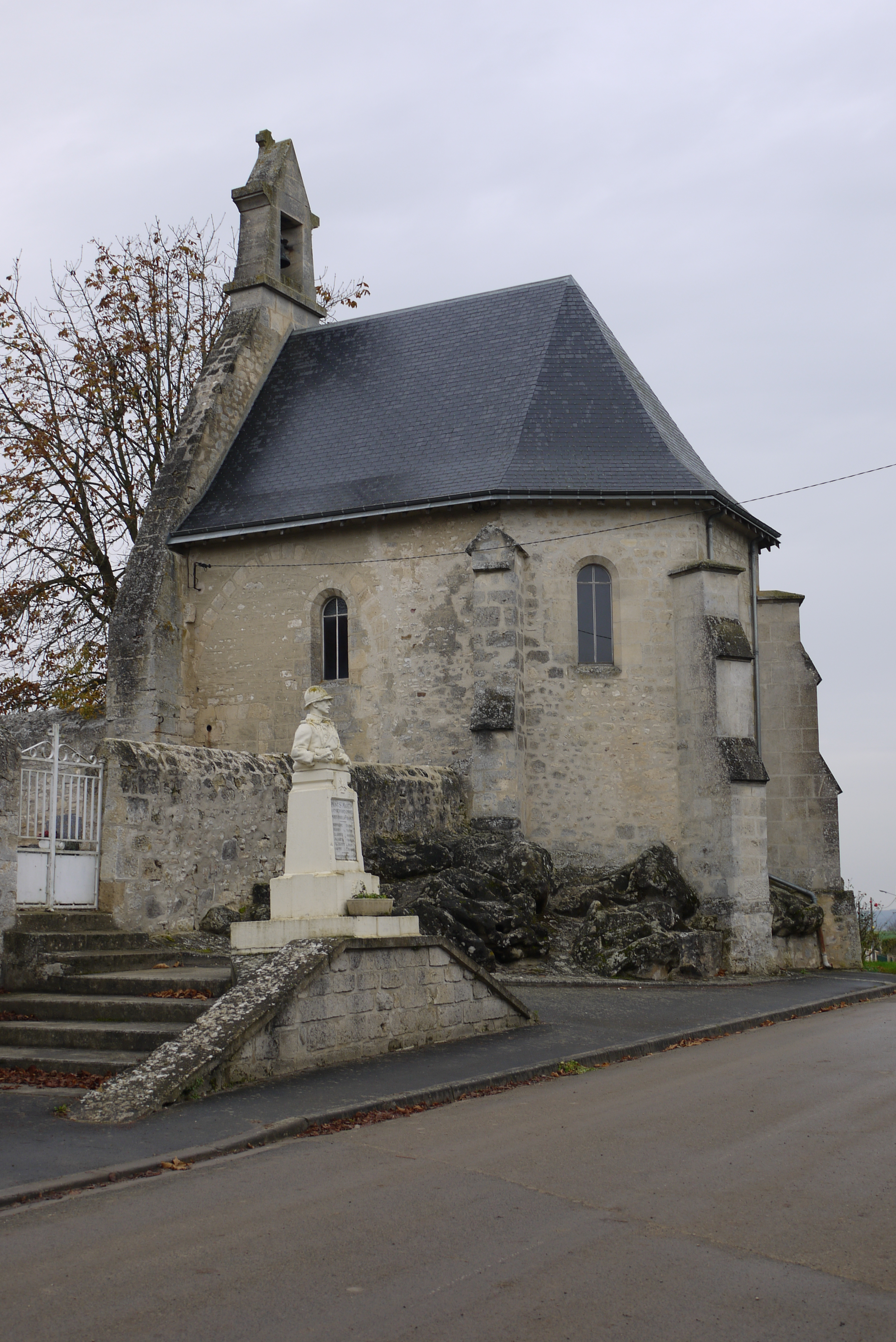
Kirche und Gefallenendenkmal
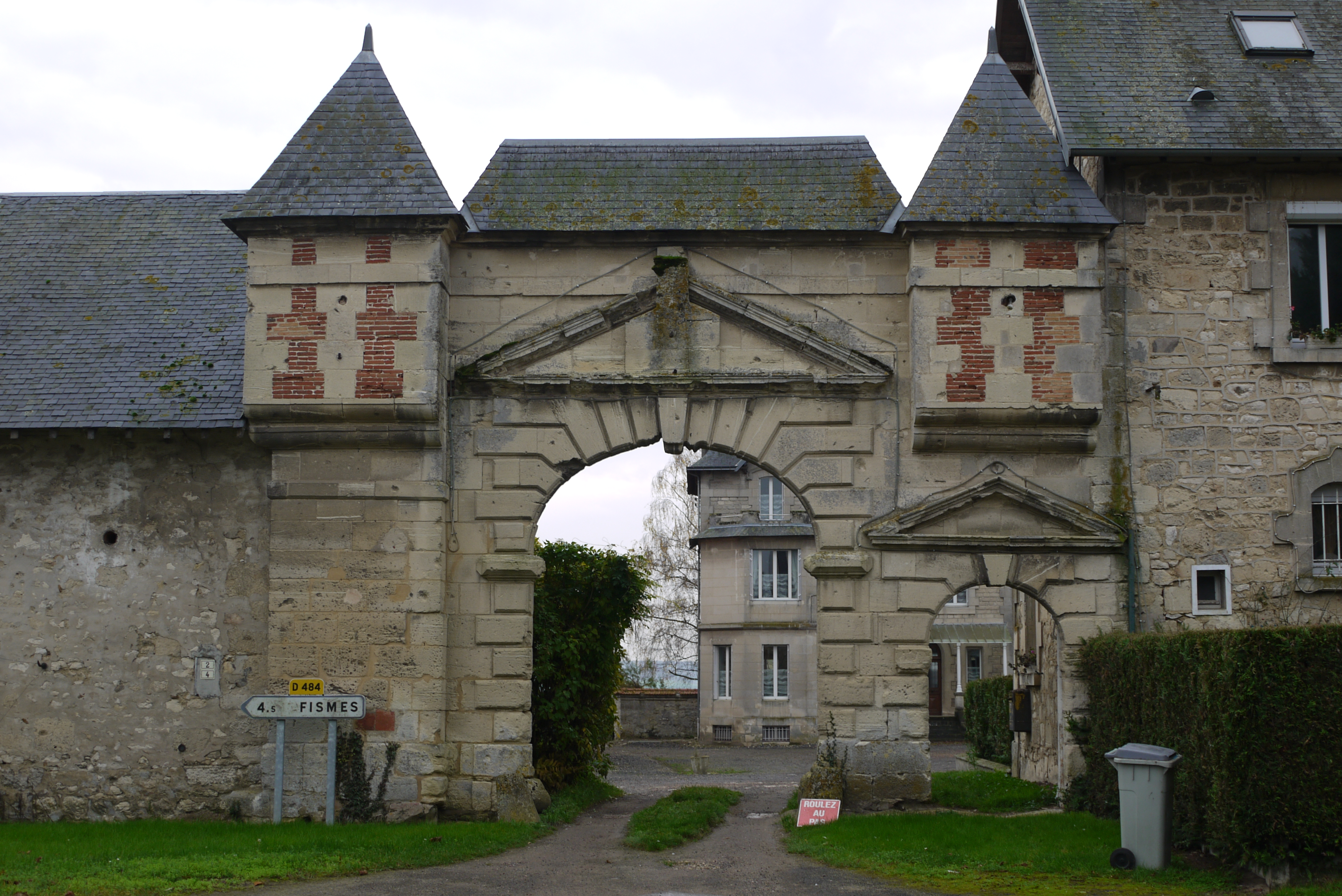
Schloss

## Persönlichkeiten
- Olivier Mutis (* 1978), Tennisspieler